# 团结水库 (内江)
团结水库是中国四川省内江市东兴区大治乡境内的一座水库，位于沱江小支流大佛河上，建于1975年。水库正常库容为354万立方米，集雨面积为9平方千米，海拔为384.61米。